# São Mateus em Merulana (título cardinalício)
O título cardinalício de São Mateus em Merulana foi instituido em torno de 112 pelo Papa Alexandre I. O título é citado do Sínodo de Roma, de 1 de março de 499. Papa Gregório I aboliu o título em cerca de 600 e substituí-lo com o título da atual Santo Estêvão no Monte Celio, mas a substituição não parece ter tido efeito. Foi restaurado pelo Papa Leão X quando aumentou o número de cardeais no consistório de 1 de julho de 1517 e atribuído ao Cardeal agostiniano Egídio de Viterbo, que solicitou a restauração para o papa, sendo a Igreja de São Mateus um antigo templo agostiniano a partir do século V. O Papa Pio VI deixou de dar o título desde 1776 porque a igreja começou a ser dilapidada. Em 23 de dezembro de 1801, o Papa Pio VII suprimiu o título e a mudou para Santa Maria da Vitória.

## Titulares protetores
- André (494-?)
- Título suprimido em 600
- Título restaurado em 1517
- Cristoforo Numai, O.F.M. (1517)
- Egídio de Viterbo, O.E.S.A. (1517-1530)
- Vacante (1530-1537)
- Charles de Hémard de Denonville (1537-1540)
- Vacante (1540-1546)
- Bartolomé de la Cueva y Toledo (1546-1551)
- Girolamo Dandini (1551-1555)
- Gianbernardino Scotti (1556-1568)
- Jérôme Souchier, O. Cist. (1569-1571)
- Vacante (1571-1586)
- Dezio Azzolino, seniore (1586-1587)
- Giovanni Evangelista Pallotta (1588-1603)
- Giovanni Dolfin (1604-1605)
- Antonio Zapata y Cisneros (1605-1606)
- Vacante (1606-1617)
- Roberto Ubaldini (1617)
- Francesco Sforza di Santa Fiora (1617-1618)
- Francesco Sacrati (1621-1623)
- Vacante (1623-1670)
- Francesco Maria Mancini (1670-1672)
- Francesco Nerli (1673-1704)
- Vacante (1704-1716)
- Nicola Grimaldi (1716-1717)
- Giovanni Battista Altieri (1724-1739)
- Vincenzo Bichi (1740-1743)
- Fortunato Tamburini, O.S.B. (1743-1753)
- Luigi Mattei (1753-1756)
- Alberico Archinto (1756)
- André Corsini (1769-1776)
- Vacante (1776-1801)
- Título suprimido em 1801